# Macizo del Rin
El macizo renano, macizo del Rin o altiplano renano (en alemán: Rheinisches Schiefergebirge, pronunciación: /ˌʁaɪ̯nɪʃəs ˈʃiːfɐɡəˌbɪʁɡə/ⓘ) es un macizo geológico situado en el oeste de Alemania, el este de Bélgica, Luxemburgo y el noreste de Francia. Está drenado por el Rin y algunos de sus afluentes.
Al oeste de la ensenada de Colonia se encuentra la región de Eifel y las Ardenas belgas y francesas; al este está su mayor componente alemán, las tierras altas del Süder. Las colinas de Hunsrück forman su suroeste. El Westerwald es una franja oriental. El Lahn-Dill es una pequeña zona central y los montes Taunus forman el resto, el sureste.
El macizo alberga el Valle Medio del Rin (Garganta del Rin), Patrimonio de la Humanidad de la UNESCO, unido a las partes más bajas del Mosela (alemán: Mosel, luxemburgués: Musel).

## Geología

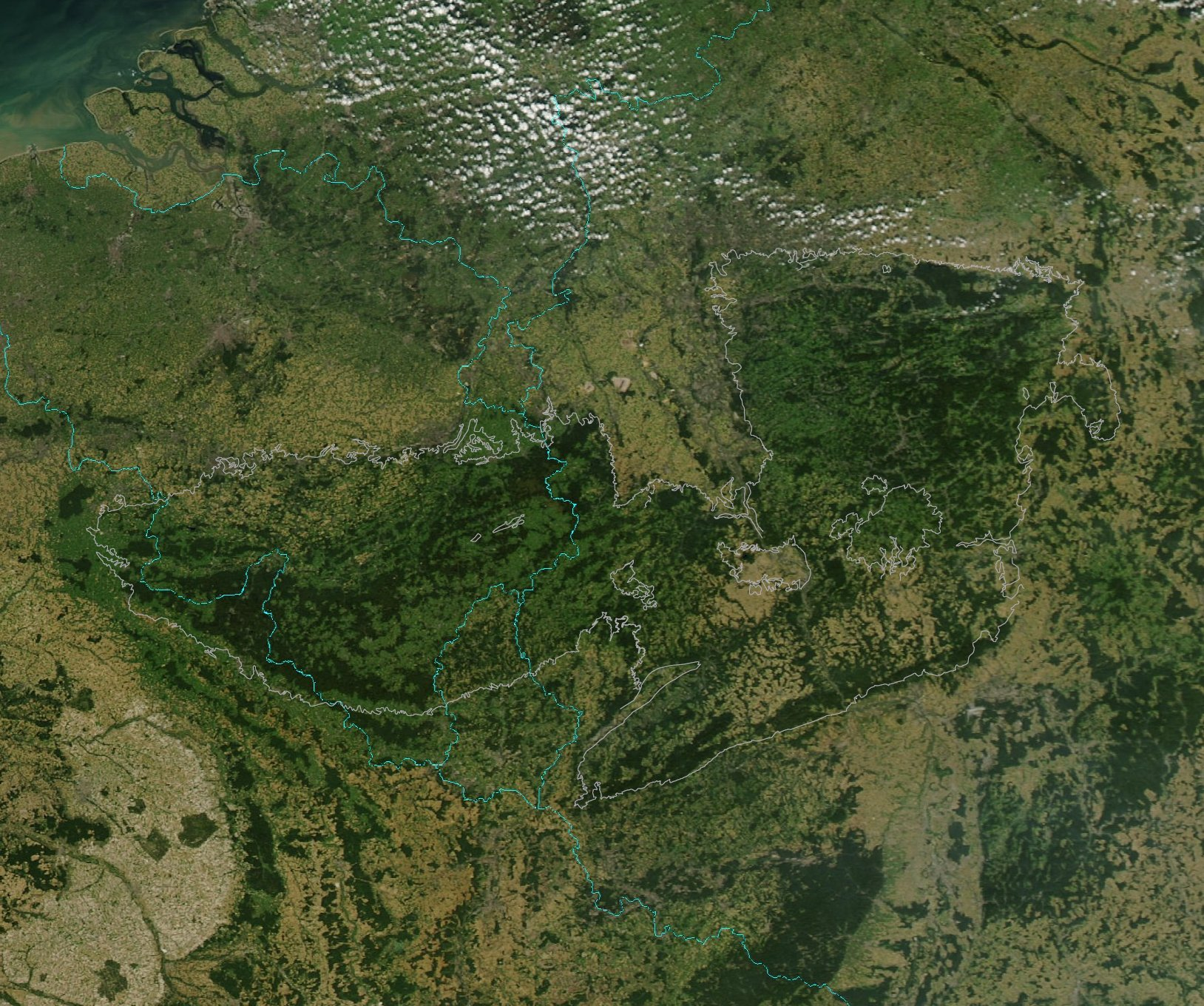
Imagen de satélite con los contornos (contorno dibujado en gris) de las Montañas de Pizarra del Rin (árboles verdes). Arriba queda la desembocadura del Rin en el Mar del Norte.

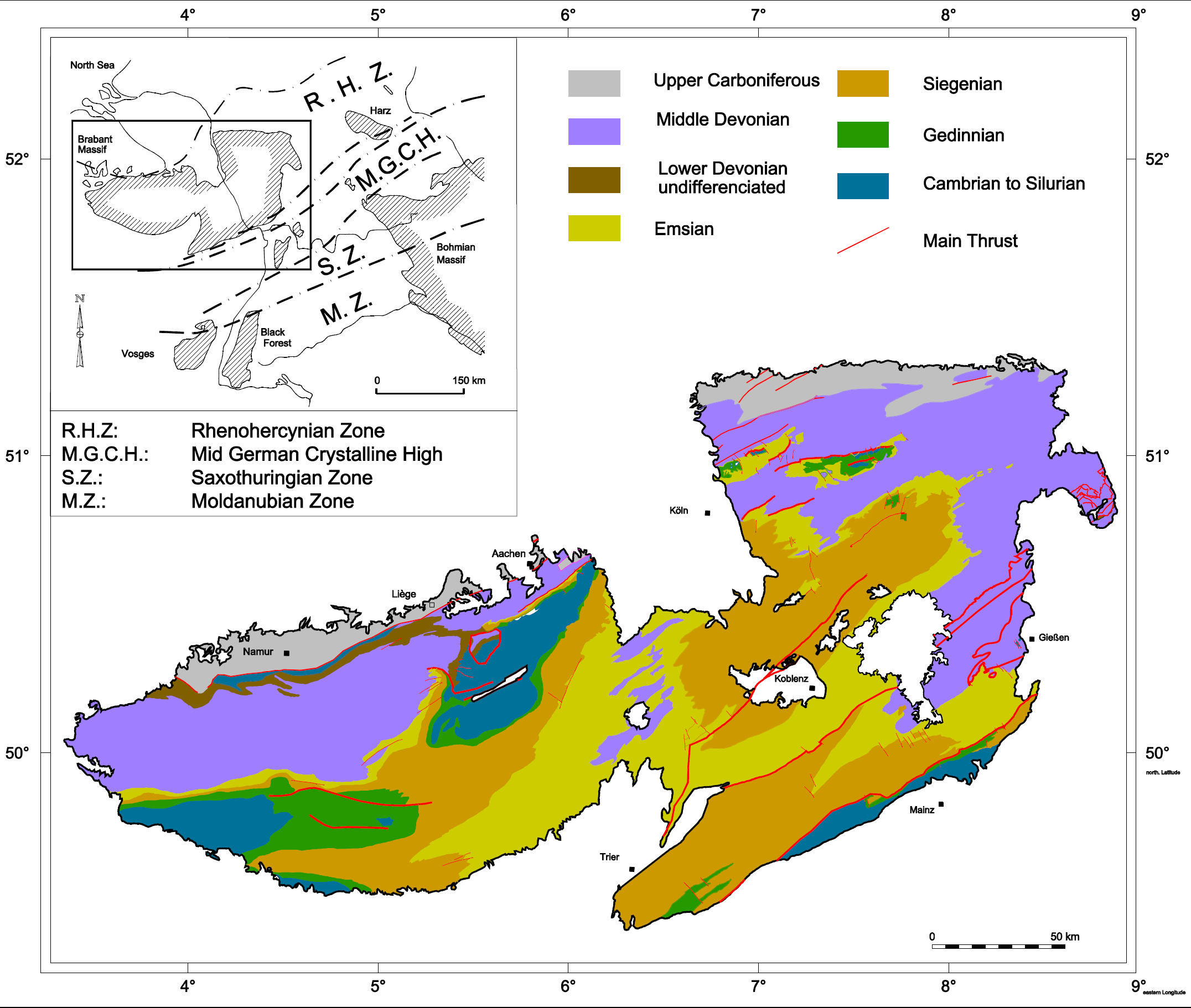
Esquema geológico del macizo Renano

Geológicamente, el macizo Renano está formado por rocas metamórficas, en su mayoría pizarras (de ahí su nombre alemán), deformadas y metamorfoseadas durante la orogenia hercínica (hace unos 300 millones de años). La mayor parte del macizo forma parte de la zona renanohercínica de esta orogenia, que también abarca el Harz, más al este, y las rocas devónicas de Cornualles (suroeste de Inglaterra).
La mayoría de las rocas del macizo renano eran sedimentos depositados durante el Devónico y el Carbonífero en una cuenca de retroarco llamada cuenca Renoherciniana. En algunos lugares de las Ardenas, rocas aún más antiguas, de edades comprendidas entre el Cámbrico y el Silúrico, afloran como macizos superpuestos a pizarras devónicas. Estas rocas más antiguas forman macizos propios más pequeños (Stavelot, Rocroi, Givonne y Serpont). En el macizo renano oriental, algunos afloramientos muy limitados en el Sauerland muestran rocas de edad ordovícica y siliúrica inferior. Otros afloramientos de rocas del Ordovícico forman parte del Taunus meridional.
El segundo tipo de roca son las rocas ígneas terciarias y cuaternarias, que predominan en Vulkaneifel, Westerwald y Vogelsberg. Las rocas volcánicas se han relacionado con una pluma del manto que, debido a su baja densidad y flotabilidad, elevó toda la región durante los últimos cientos de miles de años, tal y como se mide a partir de la elevación actual de las antiguas terrazas fluviales.

## Cordilleras y colinas
Las cadenas montañosas y montañosas dentro del macizo renano, algunas con una altura máxima en metros sobre el nivel del mar (NN)), se detallan a continuación:
| Al oeste del Rin de norte (oeste) a sur (este) - Ardenas (694 m) - Eifel (747 m; 27-28), las subdivisiones incluyen: - Alto Eifel - Vulkan Eifel - Colinas de Ahr - Bosque de Zitter - Fore-Eifel - Mosela Eifel - Sur de Eifel - Eifel Occidental - Islek - Schnee Eifel - Schneifel - Eifel belga - Rur Eifel - Altos pantanos - Hunsrück (816 m; 24), las subdivisiones incluyen: - Bosque de Bingen - Bosque de Idar - Lützelsoon - Osburger Hochwald - Negro Hochwald - Prontowald |  | Al este del Rin de norte (oeste) a sur (este) - Tierras altas del Süder (843,2 m; 33) - Colinas Ardey (274 m) - Alturas de Iserlohn (546 m) - Plackwald (581,5 m, Parque Natural del Bosque de Arnsberg) - Mesetas Bergish - Montañas Ebbe (663,3 m) - Montañas Lenne (656,1 m) - Colinas de Saalhausen (687,7 m) - Siegerland - Montañas Rothaar (incluido el Hochsauerland, 843,2 m) - Kellerwald (675 m, valores atípicos orientales en las West Hesse Highlands; 344) - Westerwald (657 m: 32) - Siebengebirge (460 m, hasta la región del Rin Medio; 292.4) - Alturas de Montabaur (545 m) - Tierras altas de Gladenbach (609 m) - Taunus (881,5 m; 30), las subdivisiones incluyen: - Taunus anterior - Alto Taunus - Hintertaunus - Hintertaunus occidental - Cuenca de Idstein - Hintertaunus oriental |

### Literatura
- d´Hein: Nationaler Geopark Vulkanland Eifel. Ein Natur- und Kulturführer. Gaasterland Verlag Düsseldorf 2006, ISBN 3-935873-15-8.
- Fliegel, D.: Ein geologisches Profil durch das Rheinische Schiefergebirge. Cöln, 1909. Online-Ausgabe dilibri Rheinland-Pfalz.
- von Winterfeld, Claus; Bayer, Ulf; Oncken, Onno; Lünenschloß, Brita; Springer, Jörn (1994): Das westliche Rheinische Schiefergebirge. Geowissenschaften; 12; 320-324, doi 10.2312/GEOWISSENSCHAFTEN.1994.12.320.
- Meyer, W.: Geologie der Eifel, Schweizerbart'sche Verlagsbuchhandlung, Stuttgart, 1986. ISBN 3-510-65127-8.
- Schmidt, E. et al.: Deutschland. Harms Handbuch der Geographie. Paul List Verlag KG, 26th edn., Munich, 1975. ISBN 3-471-18803-7.
- Thews, J.-D.: Erläuterungen zur Geologischen Übersichtskarte von Hessen 1:300.000, Geol. Abhandlungen Hessen Bd. 96, Hess. L.-A. für Bodenforschung, Wiesbaden, 1996. ISBN 3-89531-800-0.
- Vogel, Andreas, Hubert Miller and Reinhard Greiling, The Rhenish Massif: Structure, Evolution, Mineral Deposits and Present Geodynamics. Wiesbaden: Springer, 1987. ISBN 978-3-663-01888-9.
- Walter, R. et al.: Geologie von Mitteleuropa. 5th edition, Schweizerbarth’sche Verlagsbuchhandlung, Stuttgart, 1992. ISBN 3-510-65149-9 (German).

- Esta obra contiene una traducción  derivada de «Rhenish Massif» de Wikipedia en inglés, concretamente de esta versión, publicada por sus editores bajo la Licencia de documentación libre de GNU y la Licencia Creative Commons Atribución-CompartirIgual 4.0 Internacional.

- Datos: Q313834
- Multimedia: Rheinisches Schiefergebirge / Q313834